# Le Câtelet
Le Câtelet est un ancien édifice fortifié, du XIVe siècle, dont les vestiges se dressent, dans le Cotentin, sur le territoire de la commune française de Beuzeville-la-Bastille, dans le département de la Manche en région Normandie.

## Localisation
Les vestiges du Câtelet sont situés à l'entrée du marais de Beuzeville, au lieu-dit le Castel, à l'est de l'ancienne Bastille, près de la rivière l'Ouve, et bordée au sud par la rivière la Trace, sur la commune de Beuzeville-la-Bastille, au milieu des marais, dans le département français de la Manche. Cette enceinte fait face à l'enceinte de l'Isle-Marie, anciennement le Homme, située à quelque distance de l'autre côté de la rivière l'Ouve.

## Historique
En septembre 1374, Jean de Vienne lors du siège du  château de Saint-Sauveur-le-Vicomte fait renforcer les bastides de Pierrepont (commune de Saint-Sauveur-de-Pierrepont), Pont-l'Abbé (communes de Picauville et Étienville) et Beuzeville, et construit des fortins d'interdiction et de surveillance.
La bastide est reprise aux Anglais en 1449. Le Câtelet, comme le château de Plain-Marais, relevaient de la châtellenie de Varenguebec.

## Description
Le Câtelet se présente sous la forme d'une plate-forme circulaire d'environ trente-cinq mètres de diamètre à la base, formée de terre amassée. Le plateau central est bordé par un parapet bas, qui subsiste presque partout, construit en moellons formant cercle, et qui a une hauteur de un mètre à un mètre cinquante environ. Les fossés à sa base pouvaient être remplis à volonté. Une bergerie occupe actuellement le centre de l'enceinte.
La basse-cour difficilement visible en raison de l'uniformité du terrain marécageux se voit clairement sur le cadastre du XIXe siècle. À la suite d'une prospection aérienne, Guillaume Hulin précise que la plate-forme centrale était inscrite dans une double enceinte constituée d'un double fossé mesurant environ 360 × 260 mètres pour la première, et, de 260 × 140 mètres pour la seconde.

## Pour approfondir